# Германова, Евдокия Алексеевна
Евдоки́я Алексе́евна Ге́рманова (род. 8 ноября 1959, Москва) — советская и российская актриса театра и кино, театральный педагог. Заслуженная артистка России (1995).

## Биография
Родилась в Москве. Отец — Алексей Иванович Германов (1915—1998), доктор геолого-минералогических наук, профессор. Мать — Галина Ивановна Спиридонова (род. 1936), химик по образованию.
Сестра — Любовь Германова (род. 1961), актриса. Единокровный брат — Алексей Алексеевич Германов (род. 1941), тренер по горным лыжам и сноуборду. Единокровная сестра — Татьяна Алексеевна Германова (Первова, род. 1954).
Детей нет. Ранее воспитывала Николая из детского дома, однако через несколько лет отказалась от него, объявив психически больным.
- В 1972—1975 годах пела в хоре ансамбля им. Локтева Московского дворца пионеров и школьников.
- В 1976 году окончила среднюю школу № 5 Москвы.
- Занималась в независимых театральных студиях.
- В 1979 году в одном из самодеятельных спектаклей её увидел главный режиссёр Московского театра на Таганке Юрий Любимов и пригласил вчерашнюю школьницу в свой коллектив.
- В 1981—1986 годах обучалась на актёрском факультете в ГИТИСе (курс О. Табакова и Авангарда Леонтьева), спустя год была принята в труппу театра-студии под руководством Олега Табакова.
- Играла в спектаклях МХТ им. А. П. Чехова, участвует в независимых театральных проектах.
- В кино дебютировала в 1975 году. Сыграла более семидесяти ролей в фильмах и сериалах.
- Лауреат престижных кинофестивалей и премий. Яркая драматическая и комедийная актриса.
- Педагог[6]. В 2000-х годах — преподаватель в Школе-студии МХАТ, в мастерской Константина Райкина и в Международном славянском институте.
- С января 2012 года руководитель мастерской Театрального факультета Московского института телевидения и радиовещания «Останкино» и Высшей школы кино и телевидения «Останкино»[7].
- В 2016 году являлась приглашённым преподавателем в Гарварде (актёрская школа Станиславского).
- Имеет диплом психолога и международный сертификат НЛП-ПРАКТИК.
- C января 2017 года руководитель мастерской театрального факультета университета «Синергия»[8].

## Творчество

### Роли в театре
Театр на Таганке
- 1979 — «Час Пик» Ежи Стефана Ставиньского. Режиссёр А. Буров — Эва
- 1979 — «Ромео и Джульетта» Уильяма Шекспира. Режиссёр А. Демидов — Бенволио

#### Театр-студия Олега Табакова
- 1984 — «Прищучил» Барри Киффа. Режиссёр Олег Табаков — Линн
- 1987 — «Жаворонок» Ж. Ануя. Режиссёр Олег Табаков — маленькая королева, Жанна д’Арк[9]
- 1987 — «Кресло» Юрия Полякова. Режиссёр Александр Марин — Милочка[10]
- 1987 — «Две стрелы» Александра Володина — люди племени
- 1987 — «Али-Баба и другие» — Фатима, жена Касыма
- 1987 — «Прощайте… и рукоплещите» Алексея Богдановича. Режиссёр Олег Табаков — Теодора Медебак, актриса
- 1987 — «Билокси-Блюз» Н. Саймона. Режиссёр Олег Табаков — Дэзи
- 1987 — «Вера. Любовь. Надежда» Э. фон Хорвата — Элизабет
- 1988 — «Дыра». Режиссёр Александр Галин — Пардо[11]
- 1989 — «Затоваренная бочкотара» В. П. Аксёнова. Режиссёр Евгений Каменькович — Степанида Ефимовна
- 1991 — «Ревизор» Н. В. Гоголя. Режиссёр Сергей Газаров — Анна Андреевна[12]
- 1995 — «Псих» А. Минчина. Режиссёр Андрей Житинкин — Лина Дмитриевна[13]
- 1995 — «Последние» Максима Горького. Режиссёр Адольф Шапиро — Госпожа Соколова[14]
- 2000 — «Сто иен за услугу» Минору Бэцуяку. Режиссёр Елена Невежина — Она[15]
- 2000 — «На дне» Максима Горького. Режиссёр Адольф Шапиро — Настёна[16]
- 2000 — «Ещё Ван Гог». Режиссёр Валерий Фокин — мать[17]
- 2002 — «Город». Евгения Гришковца. Режиссёр Александр Назаров — Татьяна
- 2004 — «Когда я умирала» У. Фолкнера. Режиссёр Миндаугас Карбаускис - Адди Бандрен[18]
- 2005 — «Болеро» П. Когоута. Режиссёр Владимир Петров — Гермина
- 2007 — «Процесс» Ф. Кафки. Режиссёр Константин Богомолов — Фрау Грубах, Директор канцелярии[19]
- 2007 — «Затоваренная бочкотара» В. П. Аксёнова. Режиссёр Евгений Каменькович — Степанида Ефимовна[20]
- 2017 — «Ночи Кабирии». Режиссёры Алёна Лаптева и Янина Колесниченко — Бомба[21]
- 2019 — «Моя прекрасная леди». Режиссёр Алла Сигалова — миссис Эйнсфорд-Хилл[22]

#### Московский Художественный театр имени А. П. Чехова
- 2004 — «Вишнёвый сад» А. П. Чехова. Режиссёр Адольф Шапиро — Шарлотта Ивановна, гувернантка[23]
- 2006 — «Последняя ошибка Моцарта» Д. Минчека. Режиссёр Ю. И. Ерёмин — Констанция[24]

#### Театр.doc
- 2012 — «БЕРЛУСПУТИН». Режиссёр Варвара Фаэр. По пьесе итальянского драматурга, нобелевского лауреата Дарио Фо «Двуглавая аномалия» (L'anomalo bicefalo)[25][26][27][28]

Антрепризные спектакли
- 1992 — «Титул». Режиссёр Александр Галин (Италия).
- 1993 — «Mystery» — спектакль на английском языке.
- 1994 — «Тачка во плоти» Петра Гладилина. Режиссёр Евгений Каменькович. Русско-французский театральный центр «Сафо», автосалон «Нью-Йорк моторс») — …[29]
- 1997 — «Мёртвая обезьяна». Режиссёр А. В. Парра.
- 1999 — «Афинские вечера» (режиссёр одноимённого фильма — Пётр Гладилин, а одноимённого спектакля — Николай Чиндяйкин).
- 2012 — «Я Эдмон Дантес». Мюзикл. Режиссёр Егор Дружинин. Музыка Лоры Квинт. — Элоиза Вильфор]
- 2014 — «Фаина. Птица, парящая в клетке». Режиссёр Станислав Евстигнеев — Любовь Орлова[30]
- 2014 — «Игра воображения» Эмиля Брагинского. Режиссёр Вячеслав Невинный — Рита[31]
- 2017 — «Триумфальная арка» Эриха Марии Ремарка. Режиссёр Лев Рахлин — Эжени[32]
- 2018 — «Учитель танцев». Лопе де Веги. Режиссёр Лев Рахлин[33]

### Режиссёр
- 2014 — «Скок в постель». Марселя Митуа. Студия «25-й ряд»[34]
- 2015 — «Несвятые». Студия «25-й ряд»[35]
- 2016 — «Экспресс «Калифорния»[30]. Джозефина Лоуренс. Спектакль компании ФИT
- 2017 — «Разбуди себя»[36]. (МИТРО)

### Фильмография
- 1976 — Розыгрыш — Даша Розанова, ученица 9-го «Б»
- 1976 — Несовершеннолетние — Вера, сестра Кати
- 1976 — Стажёр — подруга Кати Савельевой
- 1977 — Возвращение сына — Тоня
- 1977 — Портрет с дождём — Марина Куликова
- 1979 — Сцены из семейной жизни — Лиля, подруга Кати
- 1980 — Прикажи себе — Надя Ромашкина
- 1982 — Печники — Лёля, жена Алексея Трофимовича Грекова
- 1982 — Свадебный подарок — Оксана, молодая жена (в титрах указана как Дина Германова, озвучивает Марина Неёлова)
- 1985 — Нам не дано предугадать… (новелла «Манька») — Таня Агеева
- 1987 — Кресло / Kreslo — Милочка
- 1987 — Мы ли это? (короткометражный документальный фильм) — Она
- 1987 — Мужские портреты — Алла Осенева, актриса театра
- 1988 — Комментарий к прошению о помиловании — Рыжая
- 1988 — Новые приключения янки при дворе короля Артура — Сэнди
- 1988 — Происшествие в Утиноозёрске — Альбина Васильевна
- 1989 — Вот она — свобода! / Itt a szabadság! (Венгрия) — Дуся
- 1989 — Жизнь по лимиту — Светка
- 1989 — Крейзи — Вера
- 1991 — Ближний круг — воспитательница в детдоме
- 1991 — Кикс — Жанна Плавская
- 1991 — Мёртвые без погребения, или Охота на крыс
- 1991 — Ниагара — Лариса («Ниагара»)
- 1991 — Стару-ха-рмса — дама
- 1992 — Безумные макароны, или Ошибка профессора Бугенсберга — Сонька Золотая Ручка
- 1993 — Способ убийства (Украина) — Вирджиния Додж
- 1994 — Серп и молот — Вера Раевская
- 1995 — Мусульманин — Верка
- 1998 — Падение вверх (Беларусь)
- 2000 — Собственная тень — Рита
- 2001 — Эмигрантка, или Борода в очках и бородавочник — Тузик
- 2001 — 2004 — Ростов-папа — Варвара, клиентка поэта
- 2002 — Главные роли — Руссо
- 2003 — Варвар / Barbarian (США) — ведьма
- 2003 — Даша Васильева. Любительница частного сыска — Жаклин
- 2003 — Лучший город Земли — Чусова
- 2003 — Подари мне жизнь — Наташа, мать Ольги
- 2003 — Спас под берёзами — Тамара Сугробова («Любовь Орлова»)
- 2004 — Моя большая армянская свадьба — Лиля
- 2004 — Русское — мать Эда (Раиса Фёдоровна Зыбина)
- 2004 — Узкий мост — эпизод
- 2004 — 2005 — Осторожно, Задов! — сестра
- 2005 — Время собирать камни — Нюра
- 2006 — Охотник — Валентина, ведьма в прошлом, сотрудница редакции
- 2006 — Цвет неба — женщина с булавкой
- 2007 — Ванечка — директриса дома ребёнка
- 2007 — Ветка сирени — Сатина
- 2008 — И светит, и греет (режиссёрская курсовая работа Ольги Кормухиной)[37] — главная роль
- 2008 — Девочка — Ирина Вадимовна Ярцева, мать Лены
- 2008 — Наследство — Валентина Семёновна, мать Сергея
- 2008 — Новогодняя семейка (Украина) — Наталья Степановна Старгородская
- 2008 — Розыгрыш — мать Таи
- 2009 — Барвиха — Жанетт, уборщица
- 2009 — Журов (фильм № 7 «Смертельный номер», серии 13-14) — Амалия Олеговна Берулава (до замужества — Данилова), артистка цирка, дочь известного клоуна Олега Данилова
- 2009 — Крыша — баба Нюра
- 2010 — Девичник — Альбина Матвеевна
- 2010 — Дом Солнца — руководитель туристической группы
- 2010 — Женить миллионера! — Клара Степановна, мать Семёна
- 2010 — У каждого своя война — тётя Катя, мать Гавроша
- 2010 — Смерть в пенсне, или Наш Чехов — Шарлотта
- 2010 — Сорок третий номер — мать Андрея
- 2010 — Цветы от Лизы — Маргарита Николаевна
- 2010 — Жила-была одна баба — Феклуша
- 2011 — На всю жизнь — Люся
- 2012 — Преступление по наследству — Рина, мать Пашки
- 2015 — Леди исчезают в полночь — Рената Немировская, подруга Геннадия
- 2018 — Света с того света — Елена, мама Светы
- 2020 — Агеев — Ирина Ланская, преподаватель Академии МВД
- 2021 — Ваша честь — Варвара Ильинична, судья в отставке, бывшая тёща судьи Михаила Романова
- 2021 — Мне плевать, кто вы — бабушка Жени, мама Ирины Владимировны
- 2022 — Не дождётесь — Галина Сергеевна
- 2022 — Номинация — Клавдия
- 2023 — За нас с вами — Евстолья Дмитриевна, мать Василия
- 2023 — Ласт квест — Ольга Ивановна, мама Олега
- 2024 — Многогранники — Жанна Эдуардовна
- 2024 — Манюня: Приключения в деревне — Бабаха
- 2024 — Неверные — мать Ольги
- 2024 — Постучись в мою дверь в Москве (второй сезон)
- 2024 — Денискины рассказы — Изольда Аркадьевна

### Телеспектакли
- 2005 — Псих — Лина Дмитриевна, врач-убийца

## Признание и награды
- 1986 — V Всесоюзный фестиваль молодых кинематографистов: Гран-При за лучшую женскую роль в фильме «Нам не дано предугадать…» (1985) реж. О. Наруцкой
- 1991 — Киевский Международный кинофестиваль «Молодость»: Приз зрительских симпатий и Приз жюри за лучшую женскую роль в фильме «Ниагара» (1991) реж. А. Визиря
- 1992 — МКФ в Карловых Варах: Гран-При «Хрустальный глобус» за лучшую женскую роль в фильме «Кикс» (1991) реж. С. Ливнева
- 1992 — Кинофестиваль «Созвездие»: Главный приз за лучшую женскую роль в фильме «Кикс»
- 1994 — МКФ в Салониках: Специальное упоминание жюри (фильм Серп и молот)
- 1995 — Заслуженная артистка России[3]
- 2000 — Лауреат Международной премии Станиславского за роль Насти в спектакле «На дне» М. Горького
- 2002 — Приз Веры Холодной, как самой грациозной актрисе
- 2005 — Приз «Лучшая женская роль второго плана» на III международном фестивале военного кино имени Ю. Н. Озерова (фильм «Время собирать камни» 2005).